# Building a Building
Building a Building er en animeret kortfilm, der blev udgivet i USA 7. januar 1933 af United Artists. Filmen er produceret af Walt Disney og instrueret af David Hand. Det var hans første instruktøropgave for Disney.
Filmen, der er en genindspilning af Sky Scrappers med Kaninen Oswald, viser Mickey Mouse som arbejder på en byggeplads under tilsyn af Sorteper, mens Minnie Mouse sælger madkasser til arbejderne.
Walt Disney lagde stemme til Mickey, Marcellite Garner som Minnie og Billy Bletcher som Sorteper.
Det var den 51. kortfilm med Mickey Mouse, og den første i 1933. 
Filmen var nomineret til en Oscar for bedste korte animationsfilm i 1934, men tabte til Disneys egen De tre små grise.